# Zotalemimon buthanensis
Zotalemimon buthanensis là một loài bọ cánh cứng trong họ Cerambycidae.